# Bryantia caudata
Bryantia caudata là một loài bướm đêm thuộc phân họ Arctiinae, họ Erebidae.